# Temples de Tarxien
Els temples de Tarxien, a Tarxien, a Malta, són un complex megalític construït aproximadament el 2800 aC. Des del 1992, els temples de Tarxien són part del conjunt dels Temples megalítics de Malta, que estan inclosos en la llista del Patrimoni de la Humanitat elaborada per la Unesco. Aquest any, s'hi van afegir cinc nous temples, situats a Gozo i Malta, al temple de Ġgantija, a l'illa de Gozo, que ja havia estat declarat com a patrimoni el 1980.

## Funció
L'excavació del jaciment revela que s'utilitzava àmpliament per a rituals, que probablement implicaven sacrificis d'animals. Especialment interessant a Tarxien és que probablement els rodets de pedra que quedaven fora del temple sud s'utilitzaven per transportar els megàlits. A més, s'han trobat proves de cremació al centre del temple sud, la qual cosa és un indicador que el lloc va ser reutilitzat com a cementiri d'incineració de l'edat de bronze.
L'arqueòleg maltès, Temístocles Zammit, va començar l'excavació del recinte el 1913 on hi va descobrir el que seria l'Hipogeu de Ħal-Saflieni Al llarg de tres anys, Zammit va comptar amb l'ajuda d'agricultors i habitants locals per a un projecte d'excavació d'una escala sense precedents a Malta. El 1920, Zammit havia identificat i dut a terme treballs de restauració en cinc temples separats i interconnectats, mostrant una col·lecció notable d'artefactes, inclosa l'estàtua d'una deïtat que representava una deessa mare dedicada a la fertilitat.